# カールタヴィーリヤ・アルジュナ
カールタヴィーリヤ・アルジュナ（サンスクリット: कार्तवीर्य अर्जुन Kārtavīrya Arjuna）あるいはカールタヴィーリヤールジュナ（कार्तवीर्यार्जुन Kārtavīryārjuna）は、インド神話に登場するハイハヤ族の王で、マーヒシュマティーを都として世界を支配したと伝えられる。1000本の腕を持つ無敵のクシャトリヤだったが、ブリグ族のバラモンの子パラシュラーマに殺された。

## 名前
「カールタヴィーリヤ・アルジュナ」とは「クリタヴィーリヤの子のアルジュナ」という意味で、名前は単にアルジュナであるが、他のアルジュナという名前と区別するために通常「カールタヴィーリヤ」をつけて呼ばれる。

## ラーマーヤナ

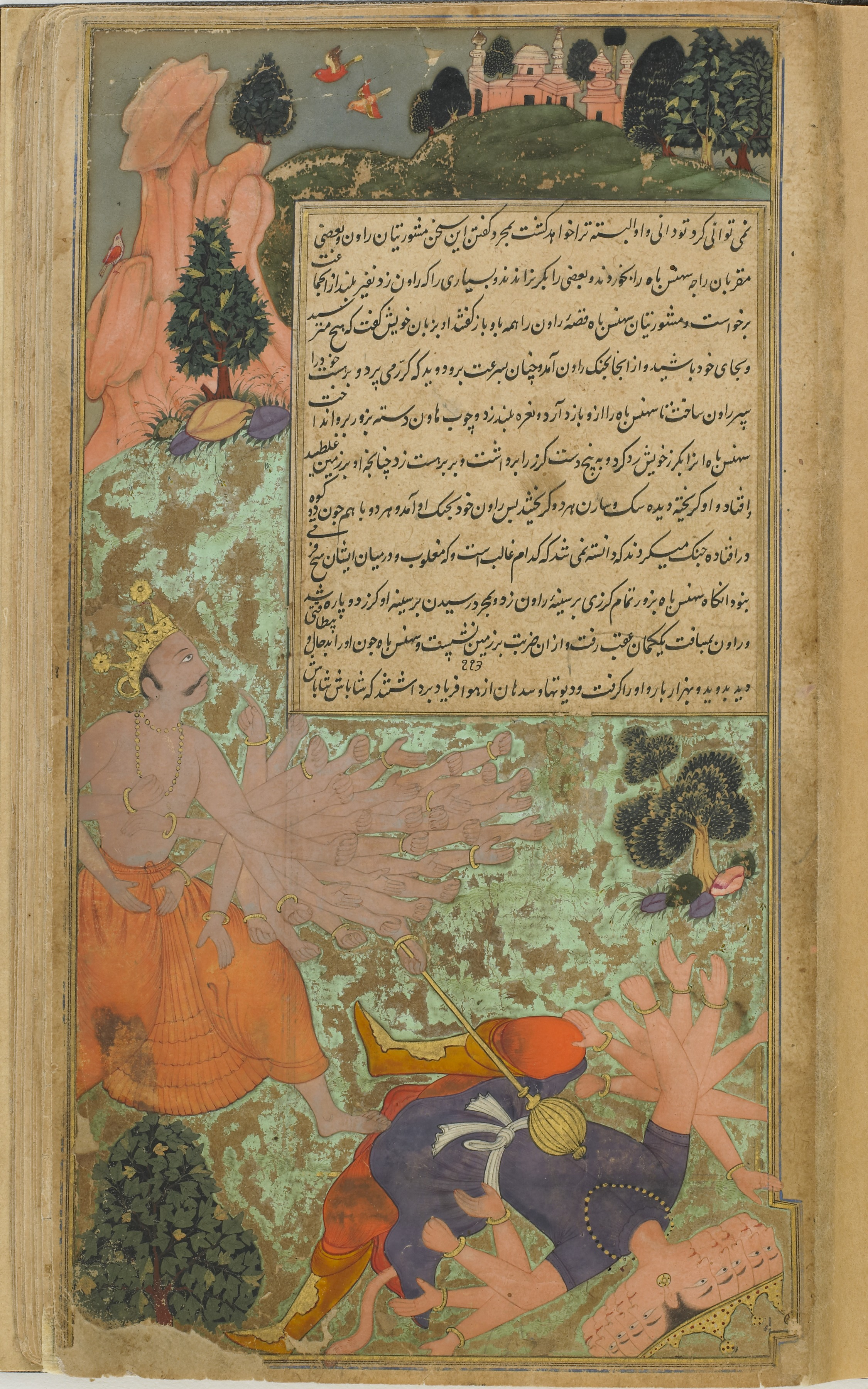
ラーヴァナを倒すカールタヴィーリヤ・アルジュナ（1600年ごろのペルシャ語版ラーマーヤナ、スミソニアン博物館蔵）

『ラーマーヤナ』巻7によると、ハイハヤ族のアルジュナ（カールタヴィーリヤ・アルジュナ）はマーヒシュマティーを都としていた。ある日彼は妃たちとともにナルマダー川に水遊びに訪れたが、川でラーヴァナが行っていたシヴァの祭祀をダメにしてしまった。ラーヴァナは怒ってアルジュナに戦いをいどんだが敗北して捕えられた。ラーヴァナの父であるプラスティヤの懇願によって釈放された。

## マハーバーラタ
『マハーバーラタ』巻1によると、クシャトリヤのクリタヴィーリヤ王（Kṛtavīrya）はソーマの供犠を行ってバラモンのブリグ族に多くの富を与えた。しかしその後ブリグ族が裕福になると、クリタヴィーリヤ王の王子たちはブリグ族に対して財産を要求した。ブリグ族が財産を隠すなどの行為を行ったために王子たちは怒って矢でブリグ族を殺しはじめた。
カールタヴィーリヤ・アルジュナはクリタヴィーリヤの子で、ハイハヤ族を率いて全世界を支配した。巻2ではカールタヴィーリヤ（・アルジュナ）をバラタ、バギーラタらと並べてこの世に出現した5人の帝王（サムラート）のひとりにあげている。巻13によると、ダッタートレーヤの祝福によって無敵になったハイハヤ族のカールタヴィーリヤ・アルジュナは世界を征服し、マーヒシュマティーを都とした。彼はバラモンよりクシャトリヤの方が優れていると主張したが、風神ヴァーユに戒められた。

### パラシュラーマとの戦い

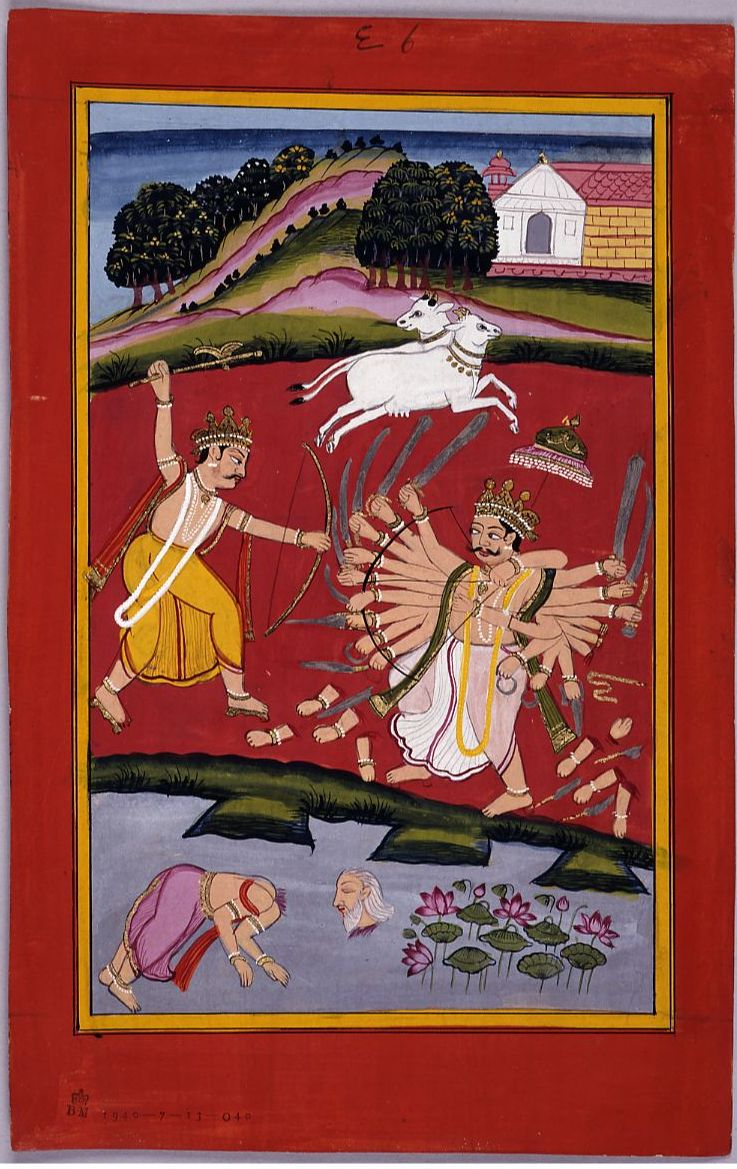
カールタヴィーリヤ・アルジュナ（右）を倒すパラシュラーマ（左）

カールタヴィーリヤ・アルジュナの主要なエピソードは巻3および巻12に登場する。両者は細部において異なっているが、大意は同じである。この話はプラーナ文献でも語られる。
これらによると、クリタヴィーリヤ王の王子の中でアルジュナ（カールタヴィーリヤ・アルジュナ）がハイハヤ族の統治者となった。彼はリシのアトリの子のダッタートレーヤの祝福を受けて無敵となった。彼は1000本の腕を持ち、また黄金でできた天の戦車を持っていた。彼は地上のすべての生き物を支配するだけでなく、天上の神々やヤクシャをも踏み付けにした。
巻12によると、彼は火の神アグニに喜捨を行い、自分の国土を燃やすことを許した。火の神はリシのアーパヴァ（ヴァシシュタと同じという）の庵（アーシュラマ）を焼き、怒ったアーパヴァはアルジュナを呪って彼の腕がパラシュラーマによって切り落とされるだろうと言った。
ある日カールタヴィーリヤ・アルジュナはブリグ族のジャマダグニの庵を訪れた。ジャマダグニの妻のレーヌカーは彼をもてなしたが、高慢になっているアルジュナはジャマダグニの牛を盗んだ（巻12ではアルジュナの王子たちが牛を盗んだ）。ジャマダグニの子のパラシュラーマは帰宅してそのことを知り、アルジュナを襲って矢でその1000本の腕を切り落として牛を連れ戻した。これに対してアルジュナの子らはパラシュラーマが不在の間に苦行中のジャマダグニを殺害してその首を切り落とした。パラシュラーマは怒ってクリタヴィーリヤの一族を皆殺しにし、ハイハヤ族を血祭りにあげた。さらにすべてのクシャトリヤをこの世から一掃しようとした。